# Mijaíl Úsov
Mijaíl Antónovich Úsov (en ruso: Михаил Антонович Усов; Kainsk (actualmente Samara), Gobernarato de Tomsk; 20 de febrero de 1883 - Belokúrija, Krai de Altái, 26 de julio de 1939) fue un geólogo ruso de la etapa soviética, el primer  miembro de la Academia de Ciencias de la URSS originario de Siberia.

## Semblanza
Úsov completó sus estudios en el Instituto Tecnológico de Tomsk (posteriormente Universidad Politécnica de Tomsk), primero como discípulo de Vladímir Óbruchev y más adelante al servicio del instituto.
Estudió la geología de Siberia y de las zonas adyacentes de China y Mongolia, así como la producción de oro de las regiones de Kuznetsk Alatau y Transbaikalia.
La mayoría de contribuciones significativas se hallan en sus estudios de la estructura geológica de la cuenca de Kuznetsk, que permitieron evaluar las reservas de carbón en la región y las perspectivas para el desarrollo industrial alrededor de la minería de esta fuente de energía.

## Eponimia
- La calle Úsov en Tomsk, donde se localiza el Departamento de Geología de la Universidad Politécnica, lleva este nombre en su memoria.
- Una pequeña montaña lunar, el Mons Usov, situada en el Mare  Crisium, también conmemora su nombre.[2]